# Rostra imperiales
Los Rostra imperiales (en latín: Rostra Augusti, «rostra de Augusto») eran una tribuna que, después del final de la República romana sirvió a los oradores para expresarse ante el pueblo reunido en la explanada del Foro Romano. Existen en el Foro otras dos tribunas llamadas también «Rostra», una ante el templo de Cástor y Pólux y la otra delante del templo de César (Rostra Iulii).

## Ubicación
Los rostra se sitúan en el Foro, delante del templo de la Concordia, al sur del arco de Septimio Severo. La tribuna no está directamente relacionada con la Curia. Está colocada de tal forma que el orador se dirigiera al pueblo sobre la explanada del Foro, del que marcaría el límite noreste.

## Historia
Desde el 54 a. C., Julio César, ansioso por dejar su impronta en la ciudad, comenzó con la ayuda de Cicerón y otros aliados, a adquirir terrenos cercanos al Foro Romano. La construcción del foro de César produjo una reorganización del Comitium parte del cual desapareció bajo la nueva curia. Planeó reconstruir los Rostra republicanos a unos cincuenta metros hacia el sudoeste para la ubicación de una plataforma que ya existía antes, delante del templo de la Concordia. Los Rostra se inauguraron al mismo tiempo que la Curia Julia en enero del 44 a. C., poco antes de la muerte de César· pero los trabajos se reanudaron después del 42 a. C. La tribuna fue entonces bautizada como Rostra Nova o Rostra Caesaris pero algunos autores la llamaban con el término de Rostra Vetera para distinguirla de la tribuna rostral delante del templo de César. Los Rostra fueron de nuevo inaugurados en el año 29 a. C. y fueron designados con el nombre de Rostra Augusti.
A finales del verano del año 14, Druso el Jovenpronunció la oración fúnebre por Augusto desde la tribuna y por Tiberio desde los Rostra Iulii, en el otro extremo del Foro. Fue en estos Rostra que se colocó Nerón, sobre un trono y acompañado por los senadores y los pretorianos, para recibir la lealtad de Tiridates de Armenia.
En 193, Pertinax fue asesinado por los pretorianos y Didio Juliano intentó sucederle. Septimio Severo intervino y entró en Roma en junio del mismo año. Hizo ejecutar a Didio Juliano y su cabeza fue expuesta en los rostra. En la misma época ordenó grandiosos funerales para Pertinax que se desarrollaron en parte sobre una tribuna de madera montada en las proximidades de los rostra·.
En 203, la tribuna fue en parte reconstruida y modificada con la construcción del arco de Septimio Severo. En 470, la tribuna fue restaurada por el prefecto de la ciudad Ulpio Junio Valentino con ocasión de su victoria sobre los vándalos y fue completada por una extensión hacia el lado noroeste, cerca del arco de Septimio Severo, conocida con el nombre de Rostra Vandalica·.

## Descripción

### Los rostra de César
Los Rostra Caesaris, la plataforma que César hizo construir para reemplazar a los Rostra republicanos, sería de unos 13 metros de largo, con una cara curvada y cinco o seis pasos curvados en la parte posterior. La plataforma, suficientemente cerca, se elevaba a 3,50 metros de alto y estaba recubierta de mármol. Sobre la fachada, plazas de mármol de Porta Santa estaban separadas por columnas de mármol africano. Había unos agujeros que permitían fijar ornamentos pero parecen demasiado pequeños para que pudiera tratarse de espolones de navíos de guerra.

### Reconstrucción de Augusto
Augusto reanudó los trabajos comenzados por Julio César y agrandó la tribuna. Su fachada alcanzó los 23,80 metros de largo y por detrás, los pasos se prolongarían para cubrir toda la longitud. La forma curvada de los pasos se conservaba en recuerdo de la forma circular del antiguo Comitium. La plataforma, de madera, se agrandaría en 10 metros, apoyada en pilares de ladrillo y rodeada por tres lados por una balaustrada de bloques de toba dispuestos en opus quadratum y recubiertos por mármol. Los espolones de navíos se fijarían a la misma en dos filas.

### Restauraciones imperiales
Tras la construcción del arco de Septimio Severo, el muro lateral noreste de los rostra se amplió en un semicírculo en la mitad de su anchura, dejando al descubierto el mármol de los Rostra Caesari que fueron cubiertos por la construcción de Augusto.
Para 470, la tribuna se había ampliado en su extremo noroeste mediante la adición de una estructura de ladrillo trapezoidal frente a uno de los pilares del arco de Septimio Severo. La fachada de la ampliación se decoró con mascarones.

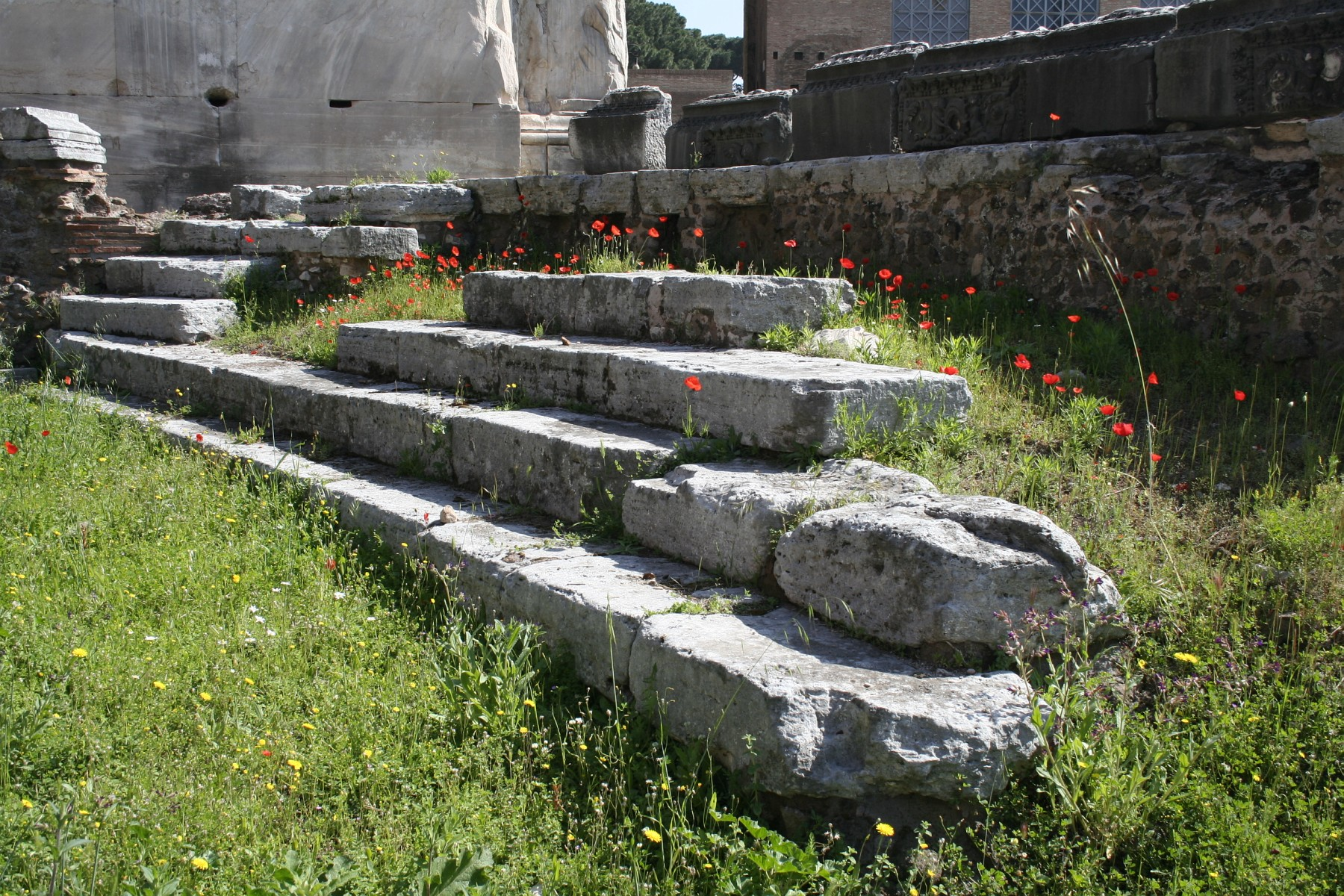
Pasos curvados que permitían el acceso a la plataforma.
Reconstrucción de los Rostra Augusti.
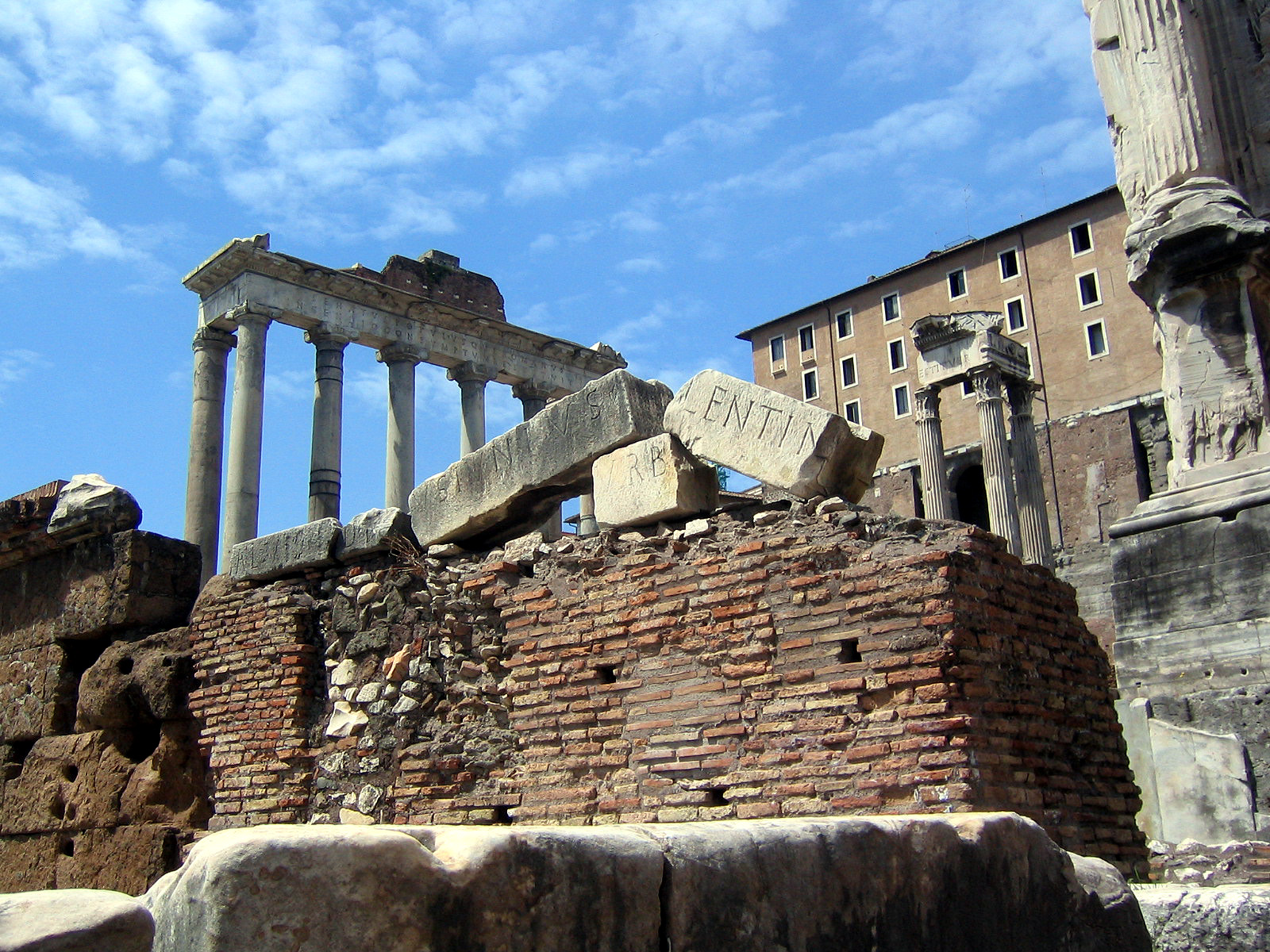
Vestigios de la ampliación del siglo IV.

### Monumentos honoríficos
Es posible que los dos relieves conocidos como Plutei Traiani o «Anaglifos de Trajano», recuperados al pie de la columna de Focas y datados a comienzos del siglo II, hubieran estado colocados sobre la balaustrada de los rostra, de cara a cada extremo.
La plataforma soportaba numerosas columnas y estatuas honoríficas con una estatua arcaica de Hércules vestido con una túnica (iuxta rostra, Herculis tunicati). En 303, en la época de la Tetrarquía, se erigieron sobre la plataforma cinco columnas celebrando los diez años de los césares (Caesarum decennalia feliciter) y los veinte años del régimen de los Augustos. Cuatro columnas llevaban las estatuas de los césares Galerio y Constancio Cloro y de los augustos Diocleciano y Maximiano. Fueron colocados al lado de una quinta columna que sostenía una estatua de Júpiter.

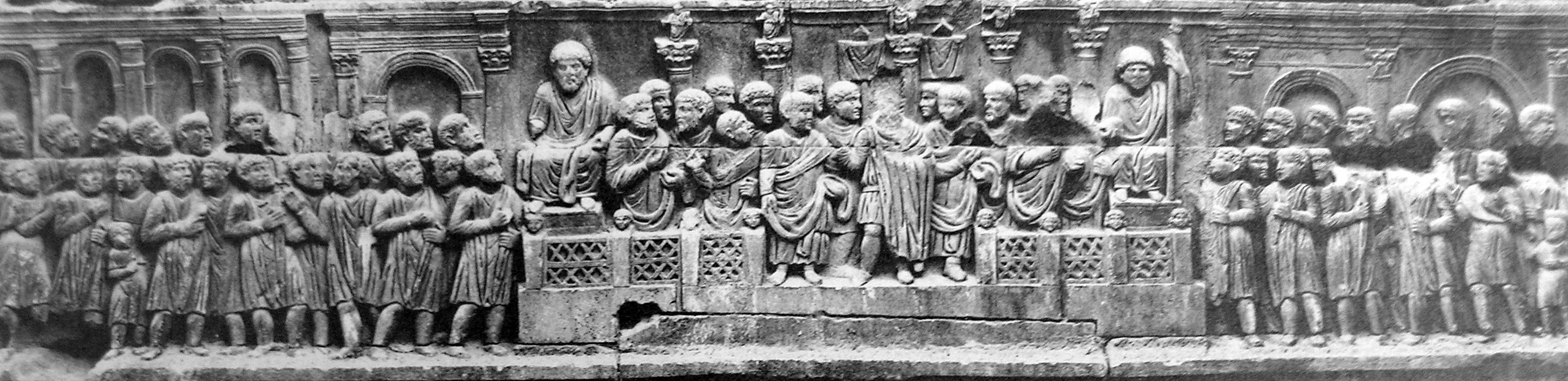
Detalle del friso del arco de Constantino, en el centro están representados los rostra. Atrás, se ven las columnas honoríficas colocadas al pie de la tribuna y sobre los lados, dos estatuas sentadas.